# تفاح أخضر

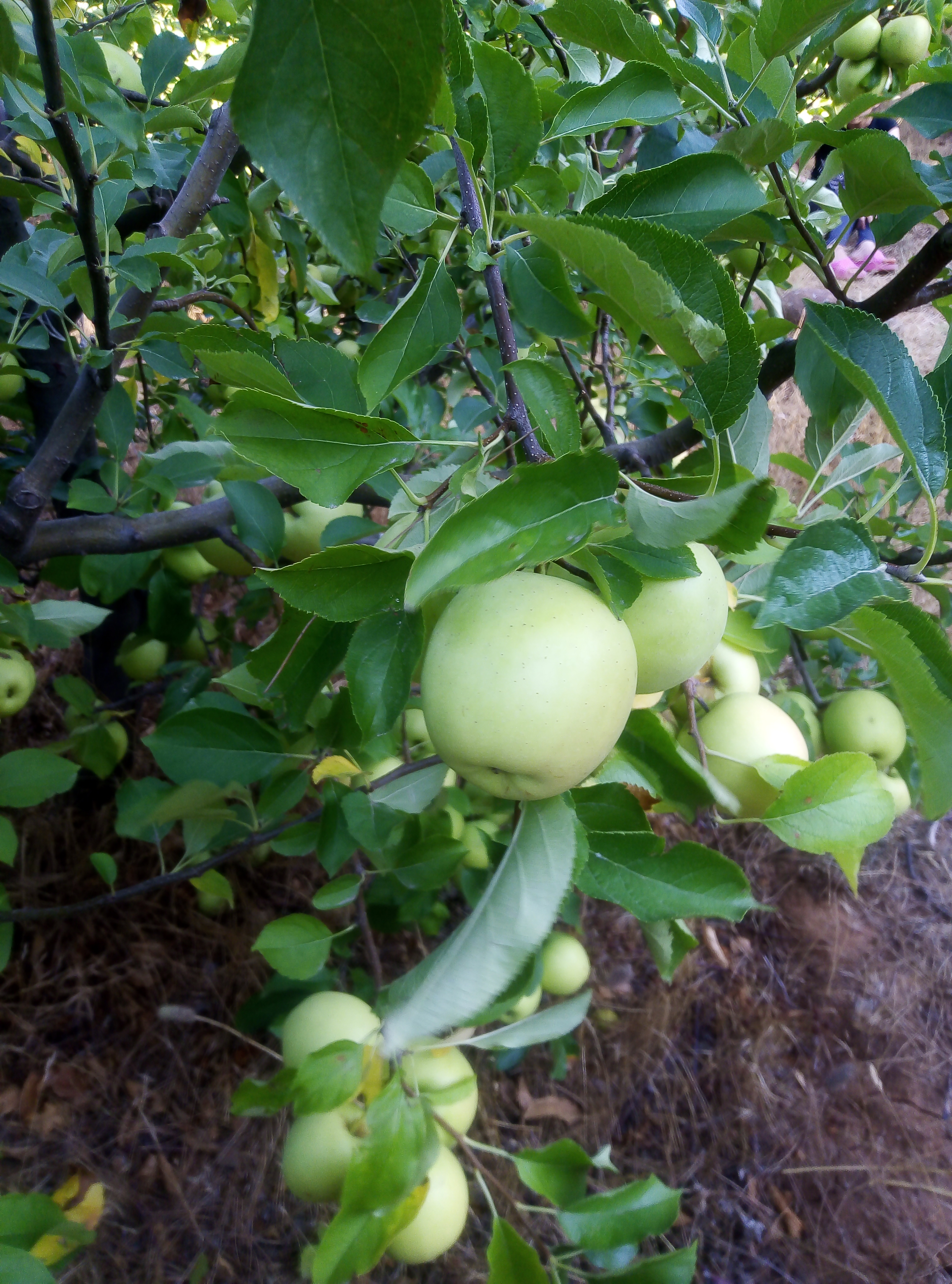
ثمار تفاح أخضر

تفاح أخضر (الاسم العلمي:Malus viridis) هو نوع غير مؤكد من النباتات يتبع جنس التفاح من الفصيلة الوردية.